# Недьба
Недьба — река в России, протекает в Верхнекамском районе Кировской области. Устье реки находится в 9,3 км по правому берегу реки Има. Длина реки составляет 13 км.
Исток реки в болотах в 15 км к юго-востоку от села Пушья. Река течёт на северо-запад, затем на запад, всё течение проходит по ненаселённому, заболоченному лесу. В нижнем течении преодолевает Котковское болото и впадает в прилегающее к нему озеро Има, через которое протекает одноимённая река.

## Данные водного реестра
По данным государственного водного реестра России относится к Камскому бассейновому округу, водохозяйственный участок реки — Кама от истока до водомерного поста у села Бондюг, речной подбассейн реки — бассейны притоков Камы до впадения Белой. Речной бассейн реки — Кама.
По данным геоинформационной системы водохозяйственного районирования территории РФ, подготовленной Федеральным агентством водных ресурсов:
- Код водного объекта в государственном водном реестре — 10010100112111100001082
- Код по гидрологической изученности (ГИ) — 111100108
- Код бассейна — 10.01.01.001
- Номер тома по ГИ — 11
- Выпуск по ГИ — 1